# 藤田讓
藤田 讓（ふじた ゆずる、1941年11月24日 - ）は、日本の経営者。朝日生命保険社長を務めた。

## 経歴
兵庫県出身。1964年に慶應義塾大学経済学部を卒業し、同年に朝日生命保険に入社。
1992年7月に取締役に就任し、1994年4月に常務を経て、1996年4月に社長に就任し、2008年7月には会長に就任。1997年7月から1年間だけ生命保険協会会長を務め、日本通運、横浜ゴム、日本軽金属、古河電気工業で監査役を務めた